# Johan Ludvig Holstein
Johan Ludvig Holstein, född den 7 september 1694, död den 29 januari 1763, var en dansk greve och ämbetsman, son till Johan Georg Holstein.
Holstein blev 1721 hovmarskalk hos kronprins Kristian och 1730, då denne besteg tronen, stiftsamtman på Själland, 1734 deputerad för finanserna och preses i missionskollegiet, 1735 översekreterare i danska kansliet samt minister i konseljen, vilken ställning han behöll till sin död.
Under Kristian VI utövade han stort inflytande, blev 1737 även preses för generalkirkeinspektionskollegiet och 1740
patronus för universitetet, visade stort nit för vetenskapernas främjande och blev 1742 president för det nystiftade Videnskabernes selskab.
1750 blev han greve till Ledreborg, byggde där ett slott och anlade en präktig trädgård samt samlade ett betydande bibliotek.